# 格尼宾-魏森巴赫
奥尔斯巴赫（德語：Gniebing-Weißenbach）是奥地利施泰尔马克州的一个旧市镇，属于东南施泰尔马克县。该旧市镇总面积为15.36平方千米，截至2016年1月1日总人口为2,190人。2015年1月1日，奥尔斯巴赫与临近的5个市镇并入市镇费尔德巴赫。